# إبراهيم رمضان (سياسي)
إبراهيم محمد محمود رمضان ( وُلد في 18 يوليو 1957 في مخيم الدهيشة) سياسي وعسكري فلسطيني. شغل منصب محافظ محافظة جنين بين عامي 2014 و2018، ومنصب محافظمحافظة نابلس بين عامي 2018 و2023.

## الحياة العملية
انتسب إبراهيم رمضان بحركة فتح عام 1975، واُعتمد لدى هيئة التنظيم والإدارة في عام 1976. شارك في تأسيس جهاز الأمن الوقائي الفلسطيني، وعمل في قيادة الجهاز بوحدة العلاقات الخارجية، ثم نُصب مديرًا لمديرية الأمن الوقائي في منطقة طوباس في الفترة منذ عام 2001 حتى انتدبه الجهاز لتولي قيادة شرطة محافظة القدس لمدة 6 شهور في عام 2003. تابع في الأمن الوقائي وصار مديرًا لمديرية محافظة الخليل في الفترة 2003–2007، ومديرية محافظة طولكرم 2007–2008، ومديرية محافظة جنين 2008–2010.
عُين في مارس 2010 مساعدًا لمدير عام الشؤون الإدارية والمالية في الجهاز واستمر حتى رُقي إلى رتبة لواء وعُين محافظًا لمحافظة جنين في 31 مايو 2014 خلفًا لطلال دويكات.
في 15 نوفمبر 2018، عُين محافظًا لمحافظة نابلس. وفي 10 أغسطس 2023 أحاله الرئيس محمود عباس للتقاعد.

## أوسمة
في 17 أغسطس 2023، منحه الرئيس محمود عباس نجمة الاستحقاق من وسام دولة فلسطين، وسلمهم إياه خلال لقاءه لتكريم المحافظين المحالين للتقاعد في 20 أغسطس 2023.